# 2014 SR349
2014 SR349是一個發現於2014年的海王星外天體，由天文學家斯科特·谢泼德與乍德·特魯希略發現。該天體與另外兩顆海王星外天體2013 FT28與2014 FE72於2016年8月29日宣布發現，這些天體的發現被認為是假設中存在的第九行星更有力的證據。它目前的視星等24.22。

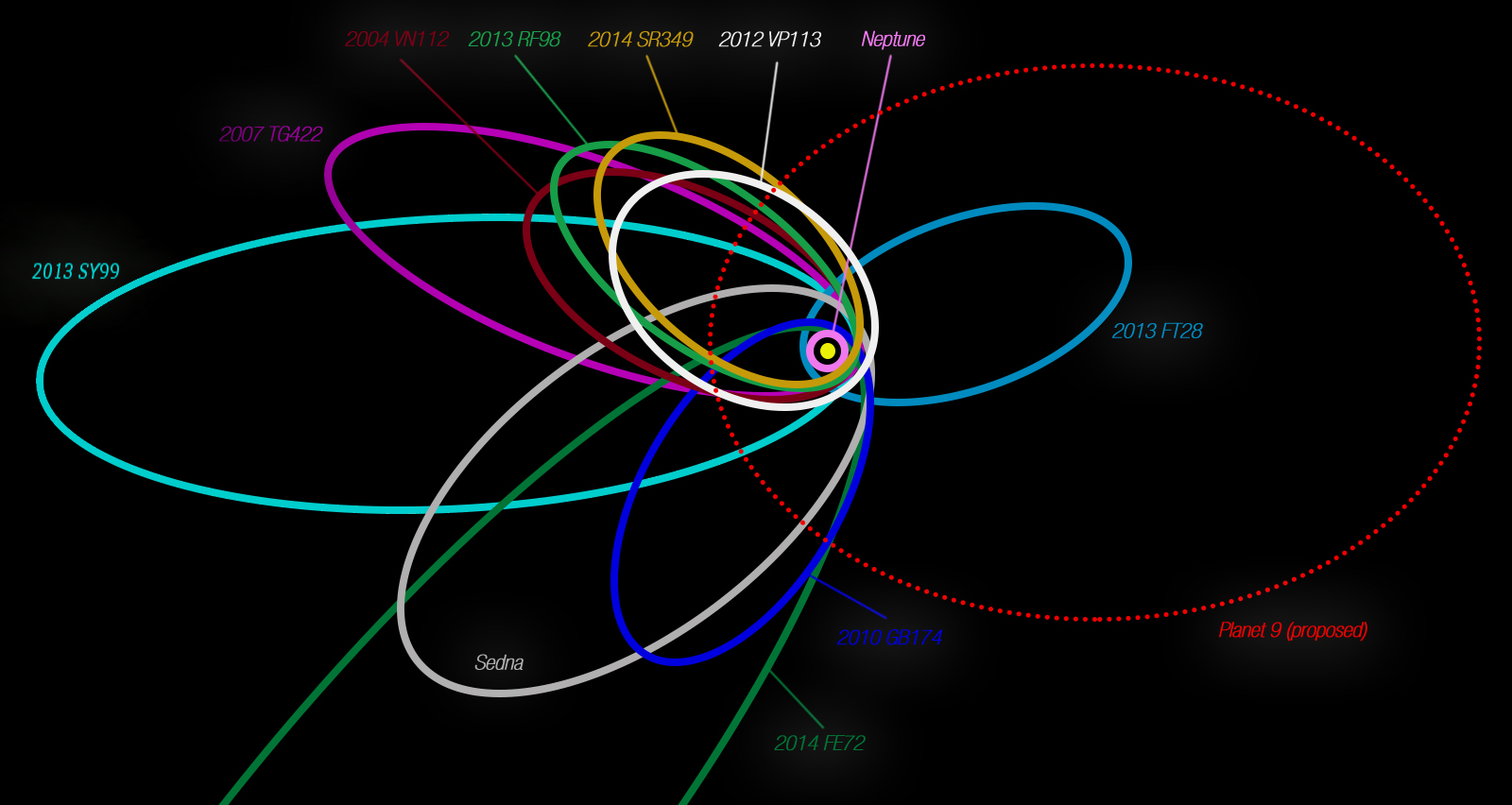
2014 SR_{349}（黃色橢圓形）與其他獨立天體的軌道。右方虛線橢圓形是假設的第九行星的軌道。